# Dumitru Topciu
Dumitru/Dimitrie Gheorghe Topciu (în găgăuză Dmitriy Topçu, în bulgară Димитър Топчу, transliterat: Dimitar Topchu, în rusă Дмитрий Георгиевич Топчу; n. 2 septembrie 1888, Tomai, Găgăuzia, Republica Moldova – d. 1958, București, România) a fost un om politic român de etnie găgăuză. 

## Biografie
Născut în gubernia Basarabia într-un sat de găgăuzi, Topciu și-a început cariera ca avocat și susținător al bunăstării țăranilor basarabeni, indiferent de etnia lor. Atunci când a avut loc Revoluția din Februarie, Topciu a devenit membru al Consiliului Provizoiu al Republicii Ruse (un fel de parlament), militând pentru interesele găgăuzilor și bulgarilor în cadrul noii Rusii. După revoluția din Octombrie, Topciu s-a întors în Basarabia, unde a devenit membru al Sfatului Țării. Topciu a fost absent de la votul pentru unirea Basarabiei cu România, declarând ulterior că a absentat deoarece a ajutat trupele române lupta contra bolșevicilor în Basarabia, din calitatea sa de lider provizoriu al Județului Bender. 
După ce a a scăpat de acuzațiile de contrabandă, Topciu a intrat în Partidul Poporului. În politica românească interbelică, el a militat pentru asimilarea găgăuzilor în societatea românească, mizând mai degrabă pe religia lor ortodoxă decât pe originea etnică turcică (pe care o considera un pericol ce putea duce la islamizarea găgăuzilor. A susținut naționalismul românesc, ajungând să fie ridiculizat în presă, dar și de Constantin Argetoianu, în memoriile sale. A devenit cunoscut pe plan național pentru opoziția sa față de consumul de alcool, promovând chiar interzicerea acestuia. A devenit deputat în parlamentul României în 1926, din partea Partidului Poporului, apoi în 1931, din partea Partidului Naționalist-Democrat. În această perioadă, Topciu a migrat de la agrarianism la fascism, intrând în 1932 în Partidul Național Agrar, al lui Octavian Goga. În 1933 a devenit din nou deputat, ales pe listele PNA, funcție în care va rămâne până la lovitura de stat de la 10 februarie 1938. L-a urmat pe Goga și în Partidul Național Creștin și a avut un rol important în răspândirea extremismului de dreapta în rândul găgăuzilor.
În urma instaurării dictaturii regale a lui Carol al II-lea, Topciu s-a înscris în Frontul Renașterii Naționale. În urma ocupației sovietice a Basarabiei, Dumitru Topciu s-a refugiat în România, unde a contribuit la ajutarea refugiaților basarabeni din România. A avut un rol cheie în reorganizarea Frontului în Partidul Națiunii și a fost numit subsecretar de stat în Ministerul Agriculturii în Guvernul Ion Gigurtu. În al doilea război mondial, Topciu l-a susținut pe Ion Antonescu, dar și alianța cu Puterile Axei, promovând un antisemitism religios. După comunizarea României, Topciu a fost hărțuit de noile autorități, dar a evitat arestarea. A murit în obscuritate în București, în 1958, fiind înmormântat în cimitirul Bellu. A avut 2 copii: Dumitru Jr. - avocat și Eugenia - medic.